# Candidatura de Brașov aos JOJ de Inverno de 2020
Brașov 2020 foi uma candidatura da Brașov e do Comitê Olímpico Romeno para acolher os Jogos Olímpicos de Inverno da Juventude de 2020. Foi derrotada por Lausanne, na Suíça, com o Comité Olímpico Internacional (COI) a ter escolhido a cidade vencedora a 31 de Julho de 2015.

## História

### Fase de cidade candidata

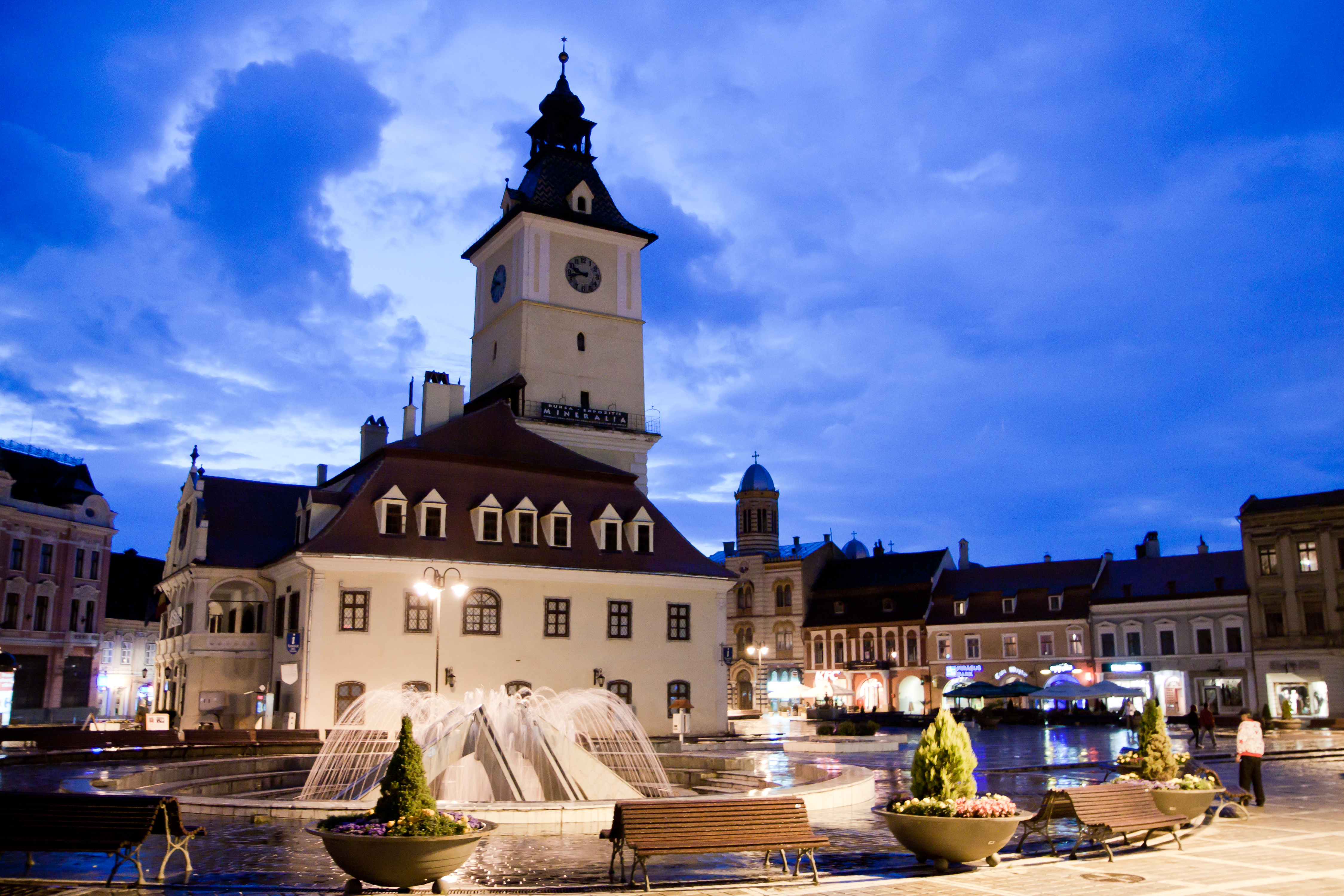
Centro da cidade de Brașov.

A candidatura de Brașov às Olimpíadas de Inverno da Juventude de 2020 foi confirmada a 28 de Novembro de 2013. Assinou o Procedimento de Candidatura aos JOJ a 12 de Dezembro desse ano. Esta foi a primeira candidatura de uma cidade romena aos Jogos Olímpicos da Juventude, embora Brașov tenha sido a sede do Festival Olímpico de Inverno da Juventude Europeia de 2013, no início desse ano.

## Infraestruturas
As infraestruturas propostas são as mesmas que sediaram o Festival Olímpico de Inverno da Juventude Europeia de 2013:
|                                   | Location      | Sports                                                                                |
| --------------------------------- | ------------- | ------------------------------------------------------------------------------------- |
| Brașov Olympic Ice Rink           | Brașov        | Hóquei no gelo                                                                        |
| Curling Venue Brașov              | Brașov        | Curling                                                                               |
| Sub Teleferic                     | Poiana Brașov | Esqui alpino, snowboard (half-pipe)                                                   |
| Poiana Brașov Ice Rink            | Poiana Brașov | Patinação artística, patinação de velocidade em pista curta e patinação de velocidade |
| Valea Râşnoavei Sport Center      | Predeal       | Esqui cross-country                                                                   |
| Valea Carbunarii                  | Râșnov        | Combinado nórdico                                                                     |
| Valea Cărbunării Ski Jumping Hill | Râșnov        | Saltos de esqui                                                                       |
| Cheile Grădiştei Arena            | Fundata       | Biatlo                                                                                |
| Clăbucet Sosire Slope             | Predeal       | Snowboard, esqui estilo livre                                                         |